# لانه‌کن لیمویی
لانه‌کن لیمویی (نام علمی: Trogon citreolus) نام یک گونه از سرده لانه‌کن‌های اصلی است.